# Partillebohallen
Partillebohallen (tidigare Partille Idrottshall, fram till 1999) var en inomhusarena i Partille, invigd 1967 som Porthällaskolans Idrottshall. Arenan bestod av en handbollshall (A-hallen), två mindre idrottshallar (B-hallen och E-hallen), en styrketräningslokal och en bowlinghall. A-hallen hade två sittplatsläktare längs långsidorna för cirka 1 800 åskådare och en ståplatsläktare längs den ena kortsidan. Partillebohallen huserade handboll, badminton, gymnastik, volleyboll, innebandy, basket, bordtennis, styrketräning och bowling.
Partillebohallen var hemmaplan för handbollsklubben IK Sävehof fram till och med våren 2016. I september samma år invigdes Partille Arena, som ersatte Partillebohallen i den rollen. Partillebohallen inrymde även klubbens kansli, VIP- och konferensrum. I april 2017 revs Partillebohallen, för att ersättas av en ny kombinerad inomhusarena, med idrottshall, boulehall och bostadslägenheter.